# 阿梅爾河
阿梅爾河是俄羅斯的河流，屬於圖巴河的左支流，由克拉斯諾亞爾斯克邊疆區負責管轄，河道全長400公里，流域面積9,850平方公里，河水主要來自雨水和融雪，每年十月至翌年五月結冰。